# Konzulat Republike Slovenije v Caltanissetti
Konzulat Republike Slovenije v Caltanissetti je diplomatsko-konzularno predstavništvo (konzulat) Republike Slovenije s sedežem v Caltanissetti (Italija); spada pod okrilje Veleposlaništvu Republike Slovenije v Italiji.
Trenutni častni konzul je Agostino Ginerva.